# Reifhorn
Reifhorn – szczyt w grupie Loferer Steinberge, części Północnych Alp Wapiennych. Leży w Austrii na granicy krajów związkowych Salzburg i Tyrol. Jest to najwyższy szczyt Loferer Steinberge. Szczyt można zdobyć ze schroniska Schmidt-Zabierow-Hütte.